# Hussein Kamel al-Majid
Hussein Kamel al-Majid (Tel Al Thahab, 18 giugno 1954 – Baghdad, 23 febbraio 1996) è stato un generale e politico iracheno.
Genero e cugino di secondo grado di Saddam Hussein, nel 1995 defezionò in Giordania e aiutò l'UNSCOM e l'AIEA impegnate nel ricercare le armi di distruzione di massa in possesso all'Iraq.

## Biografia
Kamel nacque in Tel Al Thahab (oggi nel moderno distretto di Balad, Governatorato di Salah al-Din). Scalò i vertici militari iracheni fino a divenire supervisore della Guardia repubblicana irachena, le forze d'elite dell'Esercito iracheno, nel 1982. In seguito divenne ministro delle industrie, trovandosi a capo della commissione di industrializzazione militare e di sviluppo delle armi dell'Iraq dal 1987. Nel 1990 divenne anche ministro del petrolio dell'Iraq.
Era sposato con una delle figlie di Saddam Hussein, Raghad, e visse in Iraq fino al 1995. Il 7 agosto di quell'anno, Kamel e sua moglie fuggirono dall'Iraq, insieme al fratello di lui Saddam Kamel e la moglie Rana,  un'altra delle figlie di Saddam Hussein. Il 21 settembre del 1995 in un'intervista con la CNN Kamel ebbe a dichiarare "Questo mi ha spinto a lasciare il mio paese, il fatto che Saddam Hussein si sia circondato da ministri e consiglieri inefficienti che non sono stati scelti per la loro competenza, ma per via dei capricci del presidente dell'Iraq. E a causa di questo l'Iraq sta soffrendo."
La Giordania accordò l'asilo ai fratelli Kamel, ed da lì iniziarono a collaborare con l'UNSCOM, con il suo direttore Rolf Ekéus, con la CIA e con l'MI6. L'iniziale promessa di informazioni sulle armi di distruzione di massa irachene, secondo le fonti non fu di grande aiuto, poiché i fratelli Kamel fornivano informazioni carenti di fonti e di valore.
Kamel ha confermato ciò che gli ispettori avevano già accertato prima della sua defezione, che l'Iraq aveva promosso un programma di guerra chimica prima della Guerra del Golfo, ma aveva distrutto tutti i suoi depositi di armi chimiche e biologiche e di missili proibiti. La defezione di Kamel ha rappresentato un problema per coloro che erano decisi a deporre il regime iracheno.
Nel febbraio del 1996, dopo che intermediari di Saddam Hussein li avevano rassicurati che sarebbero stati perdonati, Hussein Kamel e Saddam Kamel furono convinti a rientrare in Iraq con le loro rispettive mogli. Subito dopo il loro ritorno, furono costretti a divorziare dalle mogli e furono bollati come traditori. Tre giorni dopo il loro rientro, il 23 febbraio, si rifiutarono di arrendersi alle forze di sicurezza irachene e furono uccisi in uno scontro a fuoco di 13 ore nella loro casa. Secondo delle fonti alternative, i due fratelli Kamel furono uccisi appena 24 ore dopo il loro divorzio dalle mogli, in uno scontro a fuoco con dei loro cugini, che avevano l'intenzione di riportare l'onore del loro clan agli occhi di Saddam Hussein.